# Marpissa milleri
Marpissa milleri là một loài nhện trong họ Salticidae.
Loài này thuộc chi Marpissa. Marpissa milleri được Elizabeth Maria Gifford Peckham & George William Peckham miêu tả năm 1894.